# Bags & Trane
The Avant-Garde é um álbum de estúdio dos músicos de jazz John Coltrane e Milt Jackson. Foi gravado em 1959 e lançado em 1961, pela Atlantic Records.
| Críticas profissionais                                                      | Críticas profissionais |
| Avaliações da crítica                                                       | Avaliações da crítica  |
| Fonte                                                                       | Avaliação              |
| --------------------------------------------------------------------------- | ---------------------- |
| Allmusic                                                                    | [ 1 ]                  |
| Esta tabela precisa de ser acompanhada por texto em prosa. Consulte o guia. |                        |

## Faixas
Lado um
1. "Bags & Trane" – 7:23
2. "Three Little Words" (Harry Ruby) – 7:27
3. "The Night We Called It a Day" (Matt Dennis) – 4:19

Lado dois
1. "Be-Bop" (Dizzy Gillespie) – 7:57
2. "The Late Late Blues" – 9:35

## Músicos
- John Coltrane - sax soprano
- Milt Jackson - vibrafone
- Paul Chambers - baixo
- Connie Kay - bateria
- Hank Jones - piano

Técnicos
- Nesuhi Ertegün, Bob Porter - produtores do LP e CD, respectivamente
- Tom Dowd - engenheiro de áudio
- Lee Friedlander - fotografia